# نورمان سايكس
نورمان سايكس (بالإنجليزية: Norman Sykes)‏ هو لاعب كرة قدم بريطاني في مركز نصف الجناح، ولد في 16 أكتوبر 1936 في برستل في المملكة المتحدة، وتوفي في 9 ديسمبر 2009. لعب مع ستوكبورت كونتي ونادي ألترينتشام ونادي بريستول روفيرز ونادي بليموث أرجايل ونادي دونكاستر روفرز.